# 2023年世界陸上競技選手権大会リビア選手団
2023年世界陸上競技選手権大会リビア選手団は、2023年8月19日から8月27日までハンガリーのブダペストで開催された第19回世界陸上競技選手権大会のリビア選手団。リビアの世界陸上競技選手権大会出場は、2015年の第15回世界陸上競技選手権大会以来8年4大会ぶりとなった。

## 選手団
- 人員: 選手 1人

## 選手名簿・結果
| 選手             | 種目      | 予選       | 予選        | 決勝     | 決勝     |
| 選手             | 種目      | 結果       | 順位        | 結果     | 順位     |
| ---------------- | --------- | ---------- | ----------- | -------- | -------- |
| モハメド・フレジ | 男子5000m | 14分14秒72 | 42位 (22着) | 予選敗退 | 予選敗退 |